# Johan Du Preez
Johan Du Preez (* 8. Juli 1936) ist ein ehemaliger simbabwischer Sprinter.
Für die Föderation von Rhodesien und Njassaland startend gewann er bei den British Empire and Commonwealth Games 1962 in Perth Bronze über 220 Yards. Über 100 Yards erreichte er das Viertelfinale, und in der 4-mal-110-Yards-Staffel wurde er Vierter.
Bei den Olympischen Spielen 1964 schied er für Südrhodesien über 100 m im Vorlauf und über 200 m im Viertelfinale aus.

## Persönliche Bestzeiten
- 100 m: 10,79 s, 1964
- 220 Yards: 20,9 s, 1964 (entspricht 20,8 s über 200 m)